# Per Lyngemark
Per Pedersen Lyngemark, anche noto come Per Jørgensen (Frederiksberg, 23 maggio 1941 – 2 aprile 2010), è stato un pistard danese.

## Palmarès

### Olimpiadi
- 1 medaglia:
  - 1 oro (Città del Messico 1968 nell'inseguimento a squadre)